# Albert Apponyi

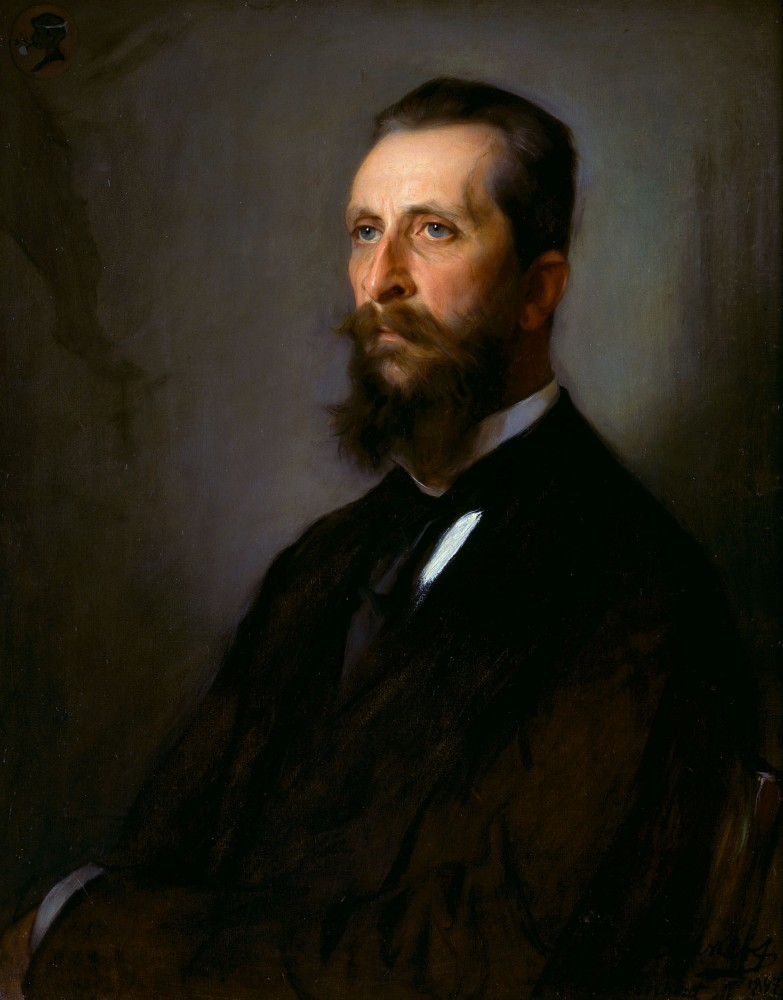
Albert Apponyi.

Albert Apponyi, född 29 maj 1846 i Wien, död 7 februari 1933 i Genève, var en ungersk greve och politiker. Han var son till György Apponyi och gift med Clotilde Apponyi.

## Biografi
Apponyi invaldes 1872 i ungerska deputeradekammaren, där han snart kom att inta en ledande ställning, i synnerhet sedan han anslutit sig till den nationella oppositionen. Från 1878 var han "nationalpartiets" ledare och bekämpade särskilt häftigt Kálmán Tiszas värnpliktsförslag och kabinettet Dezső Bánffys politik.
Med sitt parti anslöt Apponyi sig däremot 1899 till det nya regeringspartiet under Kálmán Széll och blev hösten 1901 deputeradekammarens president. Denna befattning blev särskilt maktpåliggande under oavhängighetspartiets obstruktion 1903 först emot Széll och sedan mot dennes efterträdare Károly Khuen-Héderváry. Apponyi försökte under denna svåra kris intaga en medlande ställning, men drogs därunder allt närmare den nationalistiska oppositionen.
Då István Tisza i november 1903 blev ministerpresident på ett program i fråga om härväsendets ordnande, som upptog många av de ungersknationella krav Apponyi förfäktat, men uteslöt andra, nedlade Apponyi sin presidentbefattning. Sedan Tisza röjt sin avsikt att med all kraft slå ned obstruktionen i kammaren, utträdde Apponyi jämte sina närmaste meningsfränder ur det liberala partiet (november 1903). Apponyi var undervisningsminister i Sándor Wekerles koalitionsministär april 1906 till januari 1910 och försökte som sådan ge ungerska språket förhärskande ställning i alla folkskolor, oberoende av skolbarnens nationalitet.
Under första världskriget stödde han Tiszas utrikespolitik, men var mera benägen för inre reformer än denne och inträdde maj 1917 som undervisningsminister i ministären Móric Esterházy, vilken post han bibehöll även under Wekerle, augusti 1917 till oktober 1918. Han blev 1919 (partilös) ledamot av nationalförsamlingen, sändes 1920 till Paris som ledare för ungerska fredsunderhandlardelegationen och sökte där med stor energi, men i stort sett utan resultat utverka lindringar i de av segrarna bestämda fredsvillkoren; före fredsfördragets undertecknande (4 juni) hade Apponyi nedlagt sitt förhandlarmandat. Apponyi utgav 1912 memoaranteckningarna Lebenserinnerungen eines Staatsmannes. 
Apponyi tillhörde fram till slutet av sitt liv det ungerska parlamentet, och var flera gånger landets representant i Nationernas förbund, han utgav flera andra främst självbiografiska verk, parlamentstal (1896), ett band minnen (1922) och författningshistoriska föredrag (1925). 1933 utkom Erlebnisse und Ergebnisse.